# Drugnia (przystanek kolejowy)
Drugnia – dawny przystanek kolejki wąskotorowej w Drugni, w gminie Pierzchnica, w województwie świętokrzyskim.